# Liga de los Trabajadores de Irlanda
La Liga de los Trabajadores de Irlanda (Irish Worker League) (IWL) fue un partido político del Estado Libre de Irlanda de ideología comunista fundado en 1923 por James Larkin, antiguo dirigente del Partido Laborista de Irlanda.
En julio de 1924 Larkin participó en el V Congreso de la Komintern celebrado en Moscú, y fue elegido miembro del comité ejecutivo. Inicialmente, sin embargo, no estaba organizado como partido político y se encargó de recoger dinero para los prisioneros republicanos de la guerra civil irlandesa. Enroló algunos miembros en la Escuela Lenin de Moscú y en 1927 elaboró un programa político que le permitió James Larkin ser elegido diputado por Dublín Norte a las elecciones al Dáil Éireann de 1927, pero perdió el escaño poco después a causa de una acusación de difamación contra él que presentó el dirigente laborista William O'Brien.
- Datos: Q4887614